# Події Бонда

Події Бонда або цикли Бонда, (англ. Bond events) — коливання клімату в Північній Атлантиці, що відбуваються з періодичністю ≈ 1470 ± 500 років в епоху голоцену. Було виявлено 8 таких коливань, в основному за матеріалами флуктуації в уламках айсбергового льоду. Події Бонда можуть бути міжльодовиковими аналогами осциляцій Дансгора — Ешгера, з магнітудою близько 15—20 % від льодовиково-дольодовикової температурної зміни.
Джерард Кларк Бонд з Обсерваторії Ламонт-Догерті при Колумбійському університеті був основним автором статті, опублікованій в 1997 р., де постулював теорію 1470-літніх кліматичних циклів голоцену, засновану головним чином на петрологічних індикаторах дрейфу криги в Північній Атлантиці.
Існування кліматичних коливань, прив'язаних до циклу приблизно в 1500 років, обґрунтовано для останнього льодовикового періоду даними льодовикових кернів. Набагато гірше вивчена тривалість цих циклів за часів голоцену. Згідно з Бондом та ін. (Bond et al., 1997) в північноатлантичному регіоні в голоцені існував цикл приблизно в 1470 ± 500 років. З його погляду, більшість осциляцій Дансгора — Ешгера останнього льодовикового періоду відбувалася з частотою в 1500 років, і в цю ж закономірність укладається низка пізніших кліматичних подій — такі, як малий льодовиковий період, похолодання 6200 років до н. е. і початок пізнього дріасу.
Події в Північній Атлантиці, пов'язані з льодовиковим рафтингом, відповідно до цієї теорії, корелювали з більшістю слабких подій мусонної активності в Азії за останні 9000 років, а також із більшістю подій спустелювання (великих посух) на Близькому Сході протягом останніх 55 000 років (як події Хайнріха і Бонда). Також існує достатня кількість фактів на користь того, що кліматичні коливання з частотою ≈ 1500 років викликали зміни в рослинності у всій Північній Америці. 
З незрозумілих поки причин, єдина з подій Бонда в голоцені, яка залишила явні температурні маркери в льодовиковому щиті Гренландії — це глобальне похолодання 6200 років до н. е. 
Згідно з гіпотезою Бонда та ін., в 1500-річних циклах виявляється нелінійність і стохастичний резонанс; не кожне з подій даної послідовності є значною кліматичною подією, хоча деякі з них і мали важливий вплив на світову історію клімату.
Причини та визначальні чинники циклу нині є предметом вивчення та дискусій. Дослідники сконцентрували увагу на варіаціях сонячної активності та «реорганізаціях атмосферної циркуляції». Події Бонда можуть також корелювати з 1800-річним циклом місячних припливів.

## Перелік подій Бонда
Більшість подій Бонда не мала явного кліматичного сигналу; деякі відповідали періодам охолоджень, решта — періодам опустелювання й посух в ряді регіонів.
- ≈ 1400 років тому (подія Бонда 1)
- ≈ 2800 років тому (подія Бонда 2) — корелює з посухою початку 1-му тис. до н. е. в Східному Середземномор'ї, яка збіглася із занепадом культур пізньої бронзової доби в Атлантичній Європі (не плутати з більш раннім бронзовим колапсом) середземноморських культур)[11][12].
- ≈ 4200 років тому — Посуха 2200 року до н. е. (подія Бонда 3) — збіглася з колапсом Аккадської імперії і кінцем єгипетського Стародавнього царства[13][14].
- ≈ 3900 років до н. е. — Посуха 3900 року до н. е. (подія Бонда 4).
- ≈ 6200 років до н. е. — Похолодання 6200 років до н. е. (подія Бонда 5).
- ≈ 7400 року до н. е. (подія Бонда 6) — збігається з подією Ердалена льодовикової активності в Норвегії[15], а також із холодним кліматом у Китаї[16].
- ≈ 8300 років до н. е. (подія Бонда 7).
- ≈ 9100 років до н. е. (подія Бонда 8) — збігається з переходом від пізнього дріасу до бореального періоду[17].